# Beredskabsforbundet
 Der er for få eller ingen kildehenvisninger i denne artikel, hvilket er et problem. Du kan hjælpe ved at angive troværdige kilder til de påstande, som fremføres i artiklen.

Beredskabsforbundet er en selvejende landsdækkende organisation for alle frivillige i redningsberedskaberne som er organiseret under Beredskabsstyrelsen, de kommunale beredskaber eller direkte i kommuner. Beredskabsforbundet har til formål at samle de frivillige samt medvirke til at højne den danske befolknings viden og forståelse for beredskabstanken generelt, lokalt og personligt.

## Beredskabsforbundet
Der er ca. 5.200 medlemmer i Beredskabsforbundet. I spidsen for Beredskabsforbundet står forbundets præsident. Beredskabsforbundets valgte præsident er medlem af Folketinget for Socialdemokratiet, Simon Kollerup.
Beredskabsforbundet modtager hvert år midler på Finansloven til løsning af Beredskabsforbundets faste opgaver, og midler til de særlige projekter Beredskabsforbundet også løser. Bevillingen til Beredskabsforbundets aktiviteter er i 2018 på i alt 16 millioner kroner.

## Beredskabsforbundets Hæderstegn
Spørgsmålet om et civilforsvarshæderstegn blev første gang rejst i et brev af 8. oktober 1953 til Civilforsvarsstyrelsen fra Foreningen af Politimestre i Danmark. Politimestrene ønskede, at privatpersoner, der havde ydet politiet en meget væsentlig bistand - f.eks. under udarbejdelsen af evakueringsplaner - kunne få en medalje.
Civilforsvarsstyrelsen overdrog opgaven til Civilforsvars-Forbundet (CFF) under henvisning til, at den svenske søsterorganisation havde sådan et hæderstegn.
I 1956 blev bestemmelserne for Civilforsvars-Forbundets hæderstegn tiltrådt først af Indenrigsministeriet og senere af Kongen. Civilforsvars-Forbundets hæderstegn blev indstiftet den 30. november 1956.
Den første tildeling fandt sted på hofjægermester Torben Foss' fødselsdag den 17. juni 1957 som et særligt minde om hans store indsats som stifter og præsident for Dansk Luftværnsforening og Civilforsvars-Forbundet fra 1938 til 1952.

### Tildeling
Beredskabsforbundets Hæderstegn, der tildeles af Beredskabsforbundets præsident efter vedtagelse af dets landsledelse, kan tildeles:
1) Personer, som gennem længere tid har udført anerkendelsesværdigt arbejde inden for Beredskabsforbundets arbejdsområde.
2) Personer, som på anden måde i særlig grad har gjort sig fortjent ved deres virke for redningsberedskabssagen i Danmark. 
3) Det kan endvidere i særlige tilfælde tildeles andre personer, der har gjort en indsats af betydning for redningsberedskabssagen.